# Communauté de communes de Pont-Audemer / Val de Risle
La communauté de communes de Pont-Audemer / Val de Risle (CCPAVR) est une communauté de communes française, située dans le département de l'Eure et dans la région Normandie.

## Historique
Dans le cadre des dispositions de la loi portant nouvelle organisation territoriale de la République du 7 août 2015, qui prévoit que les établissements publics de coopération intercommunale (EPCI) à fiscalité propre doivent avoir un minimum de 15 000 habitants, le Schéma départemental de coopération intercommunale de l'Eure approuvé le 26 mars 2016 a prévu la fusion de :
- communauté de communes de Pont-Audemer,
- communauté de communes du Val de Risle, qui n'atteignait pas le seuil requis.

Après consultation des conseils municipaux et communautaires concernés, et malgré l'opposition de cinq conseils municipaux, le Préfet de l'Eure a prononcé le 22 septembre 2016 leur fusion, créant au 1er janvier 2017 la communauté de communes de Pont-Audemer / Val de Risle.
Elle regroupait 28 communes lors de sa création.
Le 1er janvier 2018, elle ne fédérait plus que 26 communes à la suite de la création des communes nouvelles de :
- Pont-Audemer par fusion de Pont-Audemer et de Saint-Germain-Village,
- Thénouville par fusion de Bosc-Renoult-en-Roumois, Theillement et Touville[2].

Le 1er janvier 2019, les communes de Fourmetot, Saint-Thurien et Saint-Ouen-des-Champs — Saint-Thurien et Saint-Ouen-des-Champs étannt antérieurement à la fusion membres de la communauté de communes Roumois Seine — fusionnent pour constituer la commune nouvelle du Perrey. Par ailleurs, les communes de Bouquelon, Marais-Vernier, Quillebeuf-sur-Seine, Rougemontier, Routot et Saint-Samson-de-la-Roque quittent après une crise politique la communauté de communes Roumois Seine pour intégrer la CCPAVR, portant le nombre de communes associées à 32.

## Territoire communautaire

### Géographie
Située dans le nord-ouest du département de l'Eure, la communauté de communes de Pont-Audemer / Val de Risle regroupe 32 communes et s'étend sur 325,5 km2.

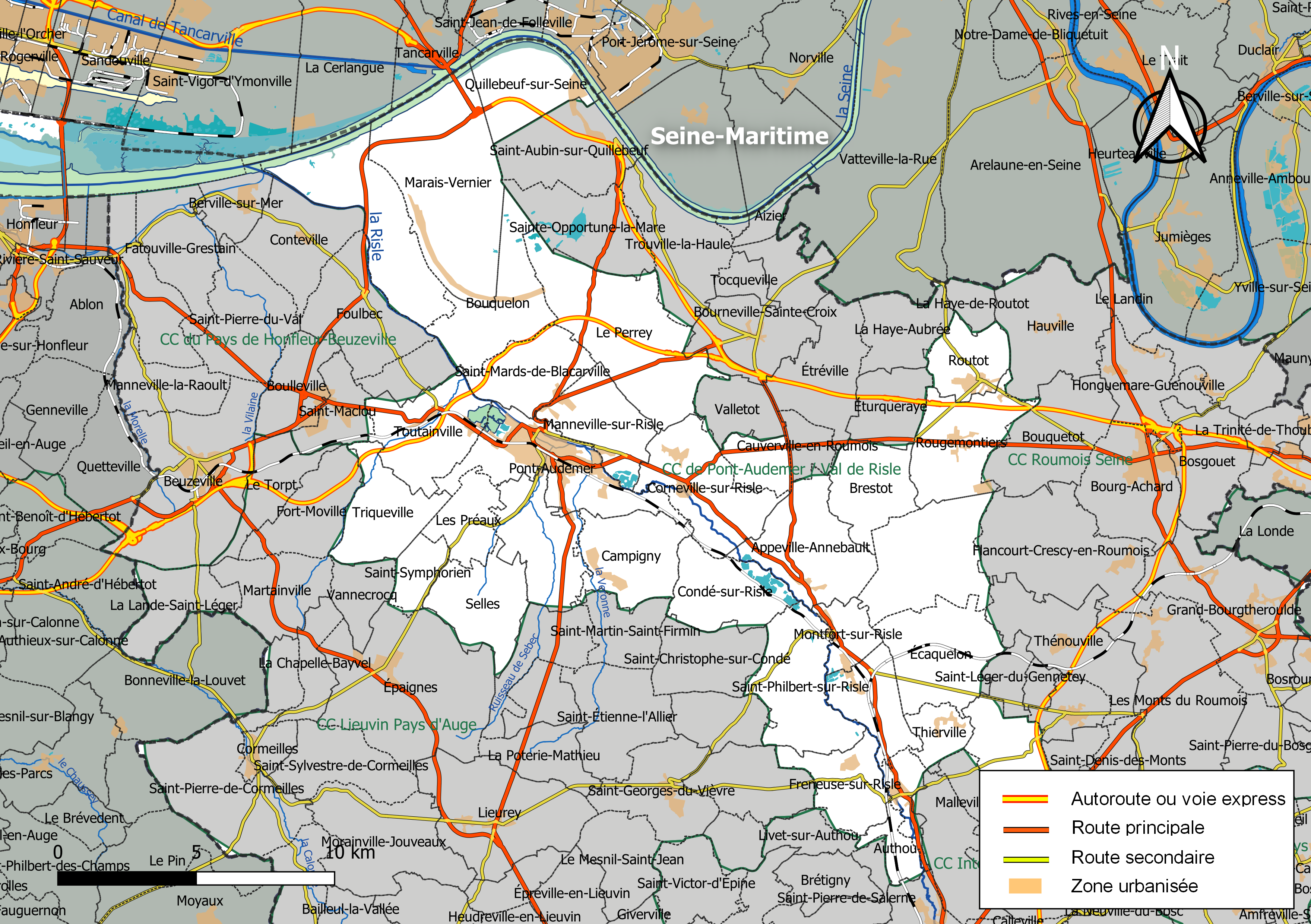
Carte de la communauté de communes de Pont-Audemer / Val de Risle au 1er janvier 2019.

### Composition
En 2025, la communauté de communes est composée des 32 communes suivantes :

| Nom                        | Code Insee | Gentilé           | Superficie (km2) | Population (dernière pop. légale) | Densité (hab./km2) |
| -------------------------- | ---------- | ----------------- | ---------------- | --------------------------------- | ------------------ |
| Pont-Audemer (siège)       | 27467      | Pont-Audemériens  | 14,66            | 9 950 (2022)                      | 679                |
| Appeville-Annebault        | 27018      | Appevillais       | 13,35            | 996 (2022)                        | 75                 |
| Authou                     | 27028      | Authoniens        | 2,96             | 333 (2022)                        | 112                |
| Bonneville-Aptot           | 27083      | Bonnevillais      | 7,47             | 261 (2022)                        | 35                 |
| Bouquelon                  | 27101      | Bouquelonnais     | 11,71            | 489 (2022)                        | 42                 |
| Brestot                    | 27110      | Brestotois        | 8,73             | 636 (2022)                        | 73                 |
| Campigny                   | 27126      | Campignais        | 10,74            | 1 097 (2022)                      | 102                |
| Colletot                   | 27163      | Colletotois       | 4,32             | 179 (2022)                        | 41                 |
| Condé-sur-Risle            | 27167      | Condéens          | 9,87             | 656 (2022)                        | 66                 |
| Corneville-sur-Risle       | 27174      | Cornevillais      | 13,23            | 1 371 (2022)                      | 104                |
| Écaquelon                  | 27209      | Écaquelonais      | 13,04            | 608 (2022)                        | 47                 |
| Freneuse-sur-Risle         | 27267      | Freneusiens       | 8,13             | 336 (2022)                        | 41                 |
| Glos-sur-Risle             | 27288      | Glosien           | 7,33             | 598 (2022)                        | 82                 |
| Illeville-sur-Montfort     | 27349      | Illevillais       | 14,95            | 857 (2022)                        | 57                 |
| Manneville-sur-Risle       | 27385      | Mannevillais      | 9,32             | 1 436 (2022)                      | 154                |
| Marais-Vernier             | 27388      | Maraiquais        | 24,98            | 473 (2022)                        | 19                 |
| Montfort-sur-Risle         | 27413      | Montfortais       | 3,94             | 778 (2022)                        | 197                |
| Le Perrey                  | 27263      |                   | 21,4             | 1 221 (2022)                      | 57                 |
| Pont-Authou                | 27468      | Authoupontois     | 3,52             | 580 (2022)                        | 165                |
| Les Préaux                 | 27476      | Préausiens        | 5,96             | 396 (2022)                        | 66                 |
| Quillebeuf-sur-Seine       | 27485      | Quillebois        | 10,11            | 838 (2022)                        | 83                 |
| Rougemontier               | 27497      | Rubimonastériens  | 11,96            | 1 033 (2022)                      | 86                 |
| Routot                     | 27500      | Routotois         | 6,61             | 1 659 (2022)                      | 251                |
| Saint-Mards-de-Blacarville | 27563      |                   | 8,78             | 856 (2022)                        | 97                 |
| Saint-Philbert-sur-Risle   | 27587      | Saint-Philbertois | 13,15            | 824 (2022)                        | 63                 |
| Saint-Samson-de-la-Roque   | 27601      | Roquais           | 15,69            | 437 (2022)                        | 28                 |
| Saint-Symphorien           | 27606      |                   | 3,78             | 470 (2022)                        | 124                |
| Selles                     | 27620      | Sellois           | 10,09            | 476 (2022)                        | 47                 |
| Thierville                 | 27631      | Thiervillais      | 3,6              | 368 (2022)                        | 102                |
| Tourville-sur-Pont-Audemer | 27655      | Tourvillais       | 10,8             | 722 (2022)                        | 67                 |
| Toutainville               | 27656      | Toutainvillais    | 11,85            | 1 280 (2022)                      | 108                |
| Triqueville                | 27662      | Triquevillais     | 9,48             | 349 (2022)                        | 37                 |

### Démographie
| 1968   | 1975   | 1982   | 1990   | 1999   | 2006   | 2011   | 2016   | 2022   |
| ------ | ------ | ------ | ------ | ------ | ------ | ------ | ------ | ------ |
| 25 668 | 26 877 | 27 984 | 28 529 | 28 863 | 30 255 | 32 101 | 33 226 | 32 563 |

## Administration

### Siège
L'intercommunalité a son siège à Pont-Audemer, 2 place de Verdun.

### Élus
La communauté de communes est administrée par son conseil communautaire, composé pour le mandat 2020-2026, de 56 conseillers municipaux représentant chacune des communes membres et répartis dans le cadre d'un accord local de la manière suivante : 

- 19 délégués pour Pont-Audemer ;

- 2 délégués pour Routot, Manneville-sur-Risle, Toutainville, Corneville-sur-Risle, le Perray, et Campigny ;

- 1 délégué ou son suppléant pour les autres communes.

Au terme des élections municipales de 2020 dans l'Eure, le conseil communautaire renouvelé a réélu son président, Michel Leroux, maire de Pont-Audemer. Celui-ci ayant démissionné, le conseil communautaire du 29 septembre 2022 a élu son successeur, Francis Courel, maire de Saint-Philbert-sur-Risle et jusqu'alors vice-président de l'intercommunalité.
En 2025, ses vice-présidents sont :
1. Alexis Darmois[11], maire de Pont-Audemer, chargé des finances, du Projet de Territoire et de la transversalité ;
2. Isabelle Duong, maire de Manneville-sur-Risle, chargée de la petite enfance (ALSH), de l’insertion et de l’aire d’accueil des gens du voyage ;
3. Gérard Platel, maire de Selles, chargé du patrimoine, de la voirie, du THD, du développement numérique et de la sécurité ;
4. Marie-Jean Douyere, maire de Routot, chargé du développement économique et de la lutte contre la désertification médicale ;
5. Florence Gautier, maire-adjointe de de Pont-Audemer et vice-présidente du conseil départemental de l'Eure, chargée de l’attractivité, du tourisme et du personnel ;
6. Philippe Marie, maire du Perrey, chargé de l’eau, des zones humides, de l’assainissement, de l’eau potable et de la mobilité ;
7. Vladimir Hangard, maire d'Illeville-sur-Montfort, chargé de la cohérence éducative et culturelle, du développement de la restauration scolaire de proximité et du Projet Alimentaire Territorial (PAT) ;
8. Bertrand Simon, maire de Thierville, chargé de l’aménagement du territoire et du développement de l’agriculture durable et des déchets ménagers ;
9. Patrice Bonvoisin, maire de Freneuse-sur-Risle, chargé de la communication, de la démocratie participative et du soutien à la ruralité ;
10. Christophe Canteloup, maire-adjoint de Pont-Audemer, chargé des équipements sportifs et du développement de la pratique sportive de proximité.

Le bureau communautaire est constitué du président, des dix vice-présidents et de trois conseillers communautaires délégués.

### Liste des présidents
| Période        | Période                    | Identité       | Étiquette | Qualité |
| -------------- | -------------------------- | -------------- | --------- | --- |
| janvier 2017   | septembre 2022             | Michel Leroux  | PS        | Retraité de la fonction publique Président de l'ex-CC de Pont-Audemer (2012 → 2016) Ancien maire de Pont-Audemer (2008 → 2017) Maire de la commune nouvelle de Pont-Audemer (2018 → 2022) Démissionnaire |
| septembre 2022 | En cours (au 23 juin 2025) | Francis Courel | DVG       | Enseignant retraité Maire de Saint-Philbert-sur-Risle (1989 → ) Conseiller général de Montfort-sur-Risle (1979 → 2015) Conseiller départemental de Pont-Audemer (2015 → )                                |

### Compétences
L'intercommunalité exerce les compétences qui lui ont été transférées par les communes membres, dans les conditions déterminées par le code général des collectivités territoriales.
Il s'agit de ;
- Développement économique
- Aménagement de l’espace
- Environnement / Cadre de vie
- Action Sociale
- Voirie
- Service aux collectivités
- Équipements culturels et sportifs
- Compétence scolaire ;
- Mobilité
- Logement
- GEMAPI

### Régime fiscal et budget
La communauté de communes est un établissement public de coopération intercommunale à fiscalité propre.
Afin de financer l'exercice de ses compétences, l'intercommunalité perçoit la fiscalité professionnelle unique (FPU) – qui a succédé à la taxe professionnelle unique (TPU) – et assure une péréquation de ressources entre les communes résidentielles et celles dotées de zones d'activité.
Elle ne reverse pas de dotation de solidarité communautaire (DSC) à ses communes membres.
En 2025, la communauté de communes a perçu 2 194 349 € de dotation globale de fonctionnement, soit 65,52 €/habitant.

## Projets et réalisations
Conformément aux dispositions légales, une communauté de communes a pour objet d'associer des « communes au sein d'un espace de solidarité, en vue de l'élaboration d'un projet commun de développement et d'aménagement de l'espace ».